# Brasão de armas da Nigéria
O brasão de armas da Nigéria tem um escudo preto com duas listras brancas que se juntam, como a letra Y. Estas representam os dois principais rios que atravessam a Nigéria: o rio Benue e o rio Níger. O preto do escudo representa a boa terra, enquanto os dois cavalos de cada lado representam a dignidade. A águia representa a força, enquanto as bandas verdes e brancas, na parte superior do escudo, representam os ricos terrenos agrícolas do país. As flores vermelhas na base  são costus spectabilis, a flor nacional da Nigéria.